# Calephelis montezuma
Calephelis montezuma is een vlindersoort uit de familie van de prachtvlinders (Riodinidae), onderfamilie Riodininae.
Calephelis montezuma werd in 1971 beschreven door McAlpine.